# Чарльз Еммі Каттер
Чарльз Еммі Каттер (англ. Charles Ammi Cutter; 14 березня 1837, Бостон — 6 вересня 1903, Волпол, штат Нью-Гемпшир) — американський бібліотекар і бібліотекознавець.
Чарльз Еммі Каттер народився 14 березня 1837 році в Бостоні, США. Освіту здобув у Гарвардському університеті, де працював бібліотекарем з 1858 року. У 1868—1893 обіймав посаду директора однієї з найбільших у США бібліотеки Бостонського Атенеуму, у 1874—1882 роках опублікував її друкарський каталог у п'яти томах.
У 1876 році Каттер став одним із співзасновників Американської бібліотечної асоціації. Того самого року він склав «Правила словникового каталогу». У 1881—1893 роках був редактор журналу «Бібліотечний журнал» (англ. Library journal).
Основна праця Чарльза Еммі Каттера — «Розтяжна класифікація» (англ. Expansive Classification) (ч. 1-2, 1891—1904), де він уперше висунув еволюційний принцип побудови класифікації знань, відповідно до якої кожній книзі присвоюється літерно-цифровий код відповідно до її характеру й змісту; класифікація Каттера лягла в основу багатьох сучасних бібліотечно-бібліографічних класифікацій.
Чарльз Каттер увів поняття «авторського знаку» й склав широко вживані таблиці авторських знаків для бібліотек.
Помер Чарльз Каттер 6 вересня 1903 року у Волполі, штат Нью-Гемпшир, США.